# Leōnidas Stoltidīs
Leōnidas Dīmītriou Stoltidīs (in greco Λεωνίδας Δημητρίου Στολτίδης?; ...) è un politico greco, membro del Partito Comunista di Grecia.
Nel 2019 viene eletto deputato del Parlamento Ellenico.